# Västra Vätterleden
Der Västra Vätterleden ist ein schwedischer Wanderweg in der Provinz Västergötland, der entlang des Westufers des Vättersees von Mullsjö im Süden nach Granvik im Norden führt. Der Wanderweg, der Teil des europäischen Fernwanderweges E1 ist, ist 148 Kilometer lang und in 8 Etappen eingeteilt. 
Der Wanderweg führt durch mehrere Naturschutzgebiete. Zwei Abzweigungen in Form von Rundwegen erschließen Undenäs (14 km) und Rankås (35 km).
In ausreichenden Abständen befinden sich Rast-/Zeltplätze mit Windschutzhütte und Feuerstelle. 
Das Kartenmaterial wurde in den Jahren 2008/2009 überarbeitet und ist nun online verfügbar. 
An den Wanderweg schließen im Norden der Bergslagsleden und im Süden der Södra Vätterleden sowie der E1 Richtung Göteborg an.
Bei einer Wanderung auf dem Västra Vätterleden ist unbedingt das Allemansrätten zu beachten.